# Каррера Панамерикана
Каррера Панамерикана (исп. La Carrera Panamericana) или Мексиканские дорожные гонки (1950—1954) — одни из наиболее известных автомобильных гонок в истории, организованные мексиканским правительством в рамках торжественного открытия мексиканского участка Панамериканского шоссе. Соревнования продолжались с 1950 по 1954 года, после чего в 1955 году были отменены. В настоящее время на историческом участке трассы проходят различные мероприятия, в том числе заезды на ретро-автомобилях.

## История

### Строительство трассы
Панамериканские гонки (слово «Carrera» в переводе с испанского означает «гонки») были организованы властями Мексики для рекламной акции недавно построенного участка магистрали, соединявшей две стороны страны с севера на юг. Ещё в годы Второй мировой войны правительство США поставило задачу протянуть сеть автострад (так называемые «хайвеи») от Аляски до Панамы с целью доставлять грузы по суше из-за опасности атак на свои корабли со стороны немецких подводных лодок. Тогдашний президент Мексики Мигель Алеман Вальдес договорился с США о кредите на строительство дороги, и до 1950 года было построено более 21 000 километров новых дорог. Их строительством занимались французы, в связи с чем характер трассы похож на дороги Лазурного берега Франции: дорога редко прорезает прибрежные горы, а аккуратно повторяет очертания холмов.
Длина трассы составила 3436 километров, простираясь от севера до южной границы Мексики. Трасса стала более чем в два раза длиннее Милле Милья. Как и последняя, она была создана для проведения соревнований среди спортивных автомобилей. Гонки состояли из 9-ти этапов. Первый начинался в городе Сьюдад-Хуарес и проходил через Чиуауа в Парраль, затем Дурранго, Леон, Пуэбло, Оахака и Окоталь.

### Первые гонки
Первые гонки стартовали 5 мая 1950 года, а их завершение должно было произойти через 6 дней — 10 мая. На первых соревнованиях к участию допускались только серийные 5-местные автомобили — большинство водителей выбрали американские марки Cadillac, Buick, Hudson, Lincoln и Mercury. В соревнованиях приняло участие 132 автомобиля. В заезде принимали участие такие профессиональные автогонщики, как Хуан Мануэль Фанхио, Кэрролл Шелби и Фил Хилл.
Победитель первой гонки, гонщик Макгриф, приехал к финишу почти на обыкновенном Oldsmobile 88. Стоимость его автомобиля на те времена составляла 1900 долларов США, а за победу он получил приз в размере 17 000$. Лучшим из европейцев стал Пьеро Таруффи, который на седане Alfa Romeo 6C 2500 приехал четвёртым, проиграв победителю во времени почти полчаса.

### 1951
В 1951 году гонка была проведена в конце ноября и проходила с юга на север, начинаясь с Тустла-Гутьерреса (Чиапас) и заканчиваясь в Сьюдад-Хуаресе (Чиуауа). Впервые европейский производитель вошёл в «заводскую» команду: компания Ferrari ввела несколько собственных автомобилей для участия в состязании. Результат не заставил себя ждать и первые два места достались итальянцам (Пьеро Таруффи и Альберто Аскари) на серийных автомобилях Ferrari 212 Inter. Громоздкие Chrysler Saratoga Билла Стерлинга (продавец из Эль-Пасо, штат Техас) и Mercury 89M Троя Раттмена отстали от победителя на 15—20 минут.
В начале гонки Хосе Эстрада, преуспевающий торговец автомобилями из Мехико, заявил о том, что он «одержит победу или умрёт». На первом этапе его 1951 Packard соскользнул с дороги и упал. И Эстрада и штурман Мигель Гонсалес скончались в больнице Оахака позднее в тот же день. По прибытии на финиш сеньор Карлос Панини, известный мексиканский спортсмен, был объявлен мёртвым. Его дочь выжила, получив небольшие травмы. Гибель именитых мексиканских спортсменов в первые два дня гонки вызвала реакцию ужаса и негодования среди зрителей и СМИ. Помимо смерти Панини, Эстрады и Гонсалеса, мэр Оахаки Лоренцо Майораль Лемус потерял свою жизнь во время пробега первого этапа между городами Тустла-Гутьеррес и Оахака. Его автомобиль ушёл с горной дороги и разбился, а гонщик скончался в больнице.

### 1952
В 1952 году к участию в гонке Carrera Panamericana допускались только гоночные одноместные прототипы, для которых выделили специальную категорию Sport, а американские громоздкие автомобили отстранили. Немецкая компания Mercedes-Benz сформировала собственную команду из трёх экипажей, выступающих на автомобилях 300SL, которая и стала чемпионом Carrera Panamericana, опередив соперников из Ferrari и Lancia. Победу одержал Карл Клинг, а вторым пришёл Герман Ланг. Самыми быстрыми из американцев в абсолютном зачёте стали заводские седаны Lincoln Capri с 205-сильными V8 двигателями, которые заняли места с 7 по 10-е.
Во время гонок произошла авария: при прохождении крутого правого поворота в лобовое стекло автомобиля Клинга врезался стервятник, и осколки стекла поранили лицо его штурмана, Ганса Кленка. Несмотря на это, экипаж решил продолжать гонку.

### 1953
В 1953 году победу в гонках одержала ещё одна итальянская марка — Lancia в спортивной категории с Фанхио. Третье место также досталось участнику команды Lancia Эудженио Кастеллотти. Именно с этого момента гонки стали местом битвы заводских команд. Тем не менее, яркие соревнования омрачила смерть итальянского автогонщика Феличе Бонетто, которого занесло на скользкой дороге, в результате чего он врезался в фонарный столб и погиб.

### 1954
В гонках 1954 года победу одержал итальянец Умберто Мальоли, управлявший автомобилем фирмы Ferrari. Он показал среднюю скорость в 173,22 км/ч (107,64 миль/ч) преодолев трассу за 17 часов 40 минут и 26 секунд. Американец Фил Хилл, также пилотировавший модель Ferrari, занял второе место. Третье и четвёртое места в общем командном зачёте достались Хансу Херрману и Ярославу Юхану, которые управляли моделью Porsche 550 Spyder.

### Закрытие гонок
В 1955 году организаторы мероприятия после трагедии в Ле-Мане решили прекратить гонки, так как за 5 лет их проведения погибло 27 человек.

### Современное состояние
В 1988 году автомобильные гонки были возобновлены, но в совсем ином, историческом формате. На сегодняшний день на легендарной трассе ежегодно проходят различные ретро-заезды и фестивали. Около 80 международных команд соревнуются со старинными гоночными автомобилями, включая Porsche, всевозможные классические американские модели, Datsun Zs, Jaguar, Lancia, BMW и Ford.

## Победители
| Год  | Пилот(ы)                                                | Автомобиль                    | Дистанция |
| ---- | ------------------------------------------------------- | ----------------------------- | --------- |
| 1950 | США: Гершель Макгриф · США: Рэй Эллиот                  | США: Oldsmobile 88            | 3436 км   |
| 1951 | Италия: Пьеро Таруффи · Италия: Луиджи Чинетти          | Италия: Ferrari 212           | 3113 км   |
| 1952 | Германия: Карл Клинг · Германия: Ханс Кленк             | Германия: Mercedes-Benz 300SL | 3113 км   |
| 1953 | Аргентина: Хуан Мануэль Фанхио · Италия: Джино Бронцони | Италия: Lancia D24            | 3084 км   |
| 1954 | Италия: Умберто Мальоли                                 | Италия: Ferrari 375 Plus      | 3070 км   |